# Romersk-katolska kyrkan i Tyskland
Romersk-katolska kyrkan i Tyskland (tyska: Römisch-katholische Kirche in Deutschland) avser katolska kyrkans utbredning i Tyskland. Mellan år 2000 och 2010 minskade medlemsantalet från 26,8 miljoner till 21,1 miljoner.

### Fotnoter
1. ↑  Henrik Berggren (14 maj 2010). ”Tyskland: Katolicismens kris” (på svenska). Dagens nyheter. http://www.dn.se/ledare/signerat/tyskland-katolicismens-kris/. Läst 8 april 2017.
2. ↑  ”Mellan ruckel och återuppbyggnad” (på svenska). Signum. 19 mars 2010. Arkiverad från originalet den 9 april 2017. https://web.archive.org/web/20170409110840/http://www.signum.se/archive/read.php?id=4153. Läst 8 april 2017.